# Jan Mára
Jan Mára, O.Cr. (14. srpna 1912 Zlučín, dnes část Radvánova – 5. ledna 2012 Moravec) byl český římskokatolický kněz a člen Rytířského řádu křižovníků s červenou hvězdou, který patřil mezi přední představitele vlasteneckých kněží kolaborující s komunistickým režimem. Stal se předsedou tzv. „katolické akce“ a později byl dlouholetým ředitelem České katolické charity a administrátorem farnosti u kostela sv. Ludmily na pražských Vinohradech.

## Život
Na kněze byl vysvěcen 13. března 1938 a působil jako kaplan v Karlových Varech. Po Únoru 1948 se zapojil do činnosti tzv. vlasteneckých kněží, byl povolán do Prahy a stal se předsedou státem organizované „katolické akce“ a šéfredaktorem Katolických novin. Stal se též členem KSČ a v roce 1949 byl arcibiskupem Beranem exkomunikován.
Od roku 1949 pracoval jako ředitel České katolické charity, jímž zůstal až do roku 1989, a účastnil se činnosti Mírového hnutí katolického duchovenstva. V letech 1951–1991 byl rovněž administrátorem farnosti u kostela sv. Ludmily v Praze na Vinohradech. Přes svůj převážně prorežimní postoj podporoval v 50. letech 20. století tajné skautské hnutí, a to i finančně. Stal se také kanovníkem vyšehradské kapituly. V roce 1985 obdržel vyznamenání Za zásluhy o výstavbu. Po skončení aktivní kněžské služby žil na odpočinku v konventu křižovníků v Praze, posléze v kněžském domově na Moravci, kde v noci z 5. na 6. ledna 2012 zemřel.

## Publikační činnost
- Pokoj vám, Česká katolická charita, Praha 1951)
- Práce a poslání České katolické charity, Česká katolická charita, Praha 1989
- Věrni odkazu soluňských bratří, in Apoštolé Slovanů Cyril a Metoděj a Velká Morava, Česká katolická charita, Praha 1982
- články v Katolických novinách